# Fašizem
Fašízem (italijansko fascismo) je totalitarni politični sistem, ki se v ožjem pomenu nanaša na desničarsko avtoritarno politično gibanje, ki je vladalo v Italiji med letoma 1922 in 1943 pod vodstvom Benita Mussolinija. V širšem pomenu s tem izrazom označujemo vse sisteme vladavine, ki se zgledujejo po prej omenjenem oziroma so mu podobni (nacizem, Francova Španija, Salazarjeva Portugalska, Szálasijeva Madžarska ipd.). Tako je »fašizem« splošen in skupen izraz za ideologijo, doktrine, politična gibanja in politične prakse, pa tudi za politične sisteme in države, v katerih se kažejo izrazito protidemokratične, totalitarne in avtoritarne težnje. Pri obravnavi pojava fašizma je torej najprej treba upoštevati, da se sama beseda “fašizem” uporablja za več različnih pomenov. Glavni so:
- Politična stranka, kar je na začetku tudi bil edini namen gibanja;
- Nasilno uveljavljanje stranke, nastalo z nastopom črnosrajčnikov, ki so s silo utrjevali teorijo, včasih celo brez Mussolinijeve odobritve, a so bili vključeni v organizacijo tako zaradi dejanskega doprinosa kot tudi zaradi bojazni pred njihovimi izgredi;
- Zgodovinsko obdobje, ki obsega dvajset let Mussolinijeve vlade, imperij in drugo svetovno vojno;
- Ideologija, ki je skušala bodriti premagani narod s sklicevanjem na rimljansko veličino in obljubami socialne demokratičnosti, samoupravljanja in pravične porazdelitve dohodka.
- Po propadu klasičnega fašizma se je beseda uporabljala kot nasprotni pojem komunizma: Kominterna je v 30. letih 20. stoletja tako opredelila tudi meščansko demokracijo.[2] Pozneje se je izraz udomačil kot psovka za posameznike ali skupine, ki se obnašajo avtoritarno ali ki opravičujejo uporabo sile v politiki.

Zaradi izrazito negativnih zgodovinskih posledic se danes fašizem obravnava pretežno le kot izraz nasilja in obdobje totalitarne državne ureditve. Uporaba sile, policijski režim, imperializem in vojni neuspehi daleč presegajo vrednost pozitivnih strani fašizma.

## Nastanek izraza
Izraz »fašizem« izhaja iz latinskega jezika , kjer fascis pomeni sveženj, zvitek, snop, butara, in iz njega je izpeljan italijanski izraz fascio (množina fasci) prav tako v pomenu snop, butara. Cilindrične butare (fasces) s sekiro v sredi so bile v starem Rimu najprej simbol kraljeve in nato republikanske oblasti in so jih na slovesnih prireditvah ali sprevodih nosili liktorji pred najvišjimi oblastniki: pretorji, konzuli, imperatorji. Ponazarjale naj bi enotnost in moč: posamezna palica se da zlomiti, skupina palic (butara) je pa nezlomljiva in utegne biti napadalna, saj vsebuje sekiro. V Italiji je že pred letom 1919 simbol hotel poudariti povezanost Italije z veličino in sijajem starega Rima. Tako simbol kot naziv fascio je pozneje prevzela mussolinijeva politična skupina.

## Vzroki fašizma
Fašizma ni mogoče razumeti zunaj zgodovinskega okvira, saj je nastal kot posledica pomembnih zgodovinskih obdobij in dogajanj, med katera se po navadi vključujejo predvsem sledeča:
- vseevropski politični nemiri 1917-1923 po zgledu ruske revolucije, v Italiji predvsem v letih 1919-1920 (t. i. rdeče dveletje ali biennio rosso)
- splošno nezadovoljstvo po prvi svetovni vojni
- politizacija množic in strah industrijalcev pred možnostjo revolucije ruskega tipa
- postopna kriza kapitalizma, ki je končno privedla do velike depresije leta 1929

Ti dejavniki so ustvarili popularno zamisel o državni oblasti, ki naj bi nastopila istočasno proti komunizmu in proti kapitalizmu, a ki bi garantirala pravično porazdelitev bogastva med vse prebivalce. Tako oblast je predlagal fašizem, zato je že leta 1922 prišel na oblast v Italiji.
Fašizem se je pozneje razširil po Evropi in celo izven nje, v bolj ali manj izrazitih oblikah in v različnih lokalnih variantah. Kronološko so razvile krajevne variante fašizma naslednje države: Italija, Iran, Poljska, Portugalska, Japonska, Madžarska, Avstrija, Nemčija, Bolgarija, Jugoslavija, Brazilija, Španija, Litva, Romunija in Grčija. Za prvo mednarodno konfrontacijo med fašizmom in antifašizmom velja španska državljanska vojna leta 1938. Obnavljanje fašistične ideologije in poskusi uvajanja nekaterih njenih smernic pa se pojavljajo še v našem času.

## Značilnosti fašizma
Glavna značilnost fašizma je, da se ponuja kot alternativa med liberalnim kapitalizmom in Marxovim komunizmom. Na skrajno desno ga uvrščajo nacionalizem, militarizem in ekspanzionizem, na skrajno levo pa vrednota dela, socialna demokracija in generacijska revolucija. Njegova ideologija se opira na populizem, etatizem in korporativizem; posebno v prvih časih obstoja je fašizem zagovarjal socialno vlogo zasebne lastnine in delitev prebivalstva na družbene razrede; vrhovno oblast ima totalitarna država, ki ne sprejema demokracije prebivalstva, ker je skupnost pomembnejša od posameznika. Fašizem namreč razumeva narod kot družbo s skupno identiteto, ki potrebuje energično vodstvo, sposobno uporabljati silo za njeno preživetje. Državo mora vladati ena sama stranka, brez opozicije. Kultura je proizvod narodne skupnosti, kjer je posameznik nepomemben. Skupnosti, ki niso del fašističnega naroda in ki se ne asimilirajo, nimajo pravice do samostojne kulture; posebno to načelo so sprejeli vsi fašistični režimi, izrecno v odnosih do Judov.
Prvotna zamisel Mussolinijevega fašizma se je naslanjala tudi na teorije nekaterih takratnih mislecev, ki so se mu pozneje večinoma tudi priključili, predvsem Marinetti in D’Annunzio. Pomemben je bil tudi vpliv ne-marksističnih levičarjev, na primer Sorela, ki je predlagal revolucionarni sindikalizem, za katerega je bil Duce posebno navdušen.
Ena od značilnosti zgodnjega italijanskega fašizma je bila tudi pripravljenost na večje ideološke spremembe in popravke, ki so bili včasih v pravem nasprotju s strankinimi smernicami. Vendar je to nasprotje opazno le iz današnjega zornega kota: takrat prehod iz levičarske ideologije na desničarsko (ali obratno) ni pomenil odstopa od temeljnega nauka, temveč le prilagoditev novonastalim družbenim okoliščinam oziroma popravek in izboljšanje osnovne teorije. To je posebno opazno v Mussolinijevem prestopu od socialističnega zagovarjanja nižjih slojev na buržoazno zaščito industrijalcev; za Mussolinija je zavezništvo z bogato industrijo pomenilo samo možnost bolj uspešnega nasprotovanja tedanji vladi, ki ni znala uvesti potrebnih reform. Poznejši fašistični režimi v drugih državah so to nenavadno miselno zvezo tolmačili na bolj utilitarističen način.

## Definicije fašizma
Malone vsi misleci povojnega časa so na kak način definirali fašizem, vendar se je velikokrat zgodilo, da so pri opisu pojava jemali v poštev samo njegove zunanje značilnosti, oziroma samo tiste plati, ki so bile v nesoglasju z njihovimi osebnimi prepričanji. Poleg tega nekateri niso dovolj upoštevali, da se je originalna, italijanska, ideja fašizma pozneje razvila v več vrst lokalnih fašističnih gibanj, ki so bila v marsičem različna od prvotne zamisli. 
Benito Mussolini, začetnik in stvaritelj fašizma, je v eseju Doktrina fašizma med drugim zapisal: “Kot je bilo 19. stoletje doba posameznika, saj liberalizem predpostavlja individualnost, verjamemo, da je to stoletje “kolektivno”, torej stoletje Države. …Kdor je videl v filozofiji fašizma samo goli oportunizem, ni razumel, da je fašizem poleg vladnega sistema tudi in predvsem mišljenjski sistem.”
Francisco Franco je v nekem intervjuju tako opisal svoje gibanje: “Fašizem je v bistvu le obrambna reakcija organizma, je želja po obstoju, ki včasih prevzame ves narod. Vsak narod pa reagira na svoj način. Naša revolucija ima le španski pomen, nima ničesar skupnega s hitlerizmom, ki je nastal iz poraza in obupa.”
Anthony James Gregor je med drugim zapisal: “Fašizem je bil varianta klasičnega marksizma, ki se je opiral na marx-engelsove nauke, dokler ni izoblikoval teorije o “državnem sindakalizmu”, ki je bil podlaga zgodnjega fašizma.”
János Albert Lukács vidi tako v fašizmu in nacizmu kot v komunizmu le skrajne oblike populizma.
Lev Trocki je menil, da gre za “spontano gibanje množic, ki so ga vodile in financirale velike kapitalistične sile”.
Georgi Dimitrov je v poročilu za Sedmi kongres Tretje internacionale avgusta 1935 zapisal, da je fašizem “izrecna teroristična diktatura največjih reakcionarjev, šovinistov in imperialistov finančnega kapitala”-
Ludwig von Mises in pozneje Ernst Nolte sta bila prepričana, da je bil fašizem uperjen specifično proti Tretji internacionali in marksizmu sploh.
Stanley G. Payne je označil fašizem za protikomunizem in protiliberalizem, ki z uporabo sile in na avtoritaren način uveljavlja nacionalistično diktaturo.
Zeev Sternhell ugotavlja, da je fašizem sprejel liberalno ekonomijo tržnega gospodarstva in revolucionarno retoriko marksizma, a je zavrnil njuno filozofijo; nasprotoval je osnovnim sistemom liberalizma, marksizma, pozitivizma in demokracije.
Franklin D. Roosevelt je zapisal, da gre za fašizem, kadar si lasti državo posameznik.

## Fašizem v Italiji
Na italijanskih volitvah 1921 je fašistična stranka dobila 35 sedežev v poslanski zbornici in tako postala odločilen element državne politike, ki je postopoma spremenil celotno parlamentarno delovanje. Že naslednjega novembra 1922 sta tako poslanska zbornica kot senat odobrila vlado, kjer je bil Mussolini ministrski predsednik in notranji minister. Ta vlada je trajala 20 let 8 mesecev 25 dni. V tem razdobju sta v Italiji obstajali tudi drugi dve oblasti, ki jih fašizem ni mogel (in niti hotel) nadvladati, in sicer monarhija in katoliška cerkev. Obe sta bili sicer pod močnim vplivom vlade in sta se morali v marsičem ukloniti, vendar je formalno obstajal sporazum med njimi. Zaradi tega se italijanskemu fašizmu včasih zanika popolna pripadnost totalitarističnim režimom.
Italijansko obdobje fašizma je moč razčleniti na več delov oziroma razvojnih faz. Prva faza (1922–1925) je bila več ali manj redno nadaljevanje parlamentarnega sistema. Druga faza (1925–1929) začne z Mussolinijevo izjavo, da si prevzame politično odgovornost za rastoče fašistično nasilje v državi, kar je postalo za škvadriste nekakšna legitimacija uporabe sile; v praksi je ta faza obdobje skrajne diktature in istovetenja fašistične stranke z vlado. Tretja faza (1929–1934) vključuje novo razmerje s Papeško državo (Lateranski sporazumi) in začetek gospodarske krize, ki je pozneje privedla do podržavljenja bank; nadaljevala se je okupacija afriških ozemelj. Za četrto fazo (1935–1940) je bila značilna proglasitev imperija in obsodba s strani Lige narodov zaradi prikjučitve Etiopije, predvsem pa podpis jeklenega pakta z Nemčijo. Peta faza (1940–1943) je bila sama druga svetovna vojna, ki se je končala z vojaškim porazom, medtem ko je bila šesta in zadnja faza (1943–1945) krhka marionetna vlada pod nemškim nadzorom.
Leta 1946 so se Italijani odločili z institucionalnim referendumom, da ukinejo monarhijo in ustanovijo republiko, to je današnjo italijansko državo.

## Fašizem v Evropi
Po prvi svetovni vojni je v vsej Evropi vladal strah pred komunizmom, ki je povzročil padec ruskega imperija, saj se je ljudstvo balo, da bodo boljševiki podžgali revolucijo tudi v ostalih padlih imperijih, predvsem v nemškem in avstroogrskem. Kljub temu so industrijalci obnavljali tovarne z izkoriščanjem delavcev, kar je seveda odpiralo pot revolucionarnim idejam, saj so bili delavci že bolj dovzetni za emancipacijo proletariata. Tedanja logika je vsak predlog ali zahtevo po izboljšanju delovnega razmerja štela za dokaz komunističnega prodiranja, zato so po vsej celini nastajale večje in manjše reakcije proti »rdeči nevarnosti«. Porazno ekonomsko stanje je prepričalo tudi razočarane bivše bojevnike, da si bo gospodarstvo lahko opomoglo le pod vodstvom totalitarnih režimov, ki se bodo odločno zoperstavili napredovanju boljševikov. S temi idejami so nastali Freikorps v Nemčiji, Black and Tans v Angliji in Arditi v Italiji. 
Ko je fašizem nastopil v Italiji, ga je ostala Evropa, vključno s Francijo in Združenim kraljestvom, odobravala, saj je predstavljal odkrit odgovor sovjetski nevarnosti in je predlagal konkreten način odpora proti nesposobnim oblastem. Celo izven Evrope so nekatere znane osebnosti zagovarjale novo italijansko politiko, med temi Churchill in Gandhi. Pojavila so se različna podobna gibanja, mnoga od katerih so pa samo posnemala zunanje geste, na primer rimski pozdrav in temne srajce, pa tudi kult voditelja, nasilje in surovo nasprotovanje komunistom. Nekatera pa so se razvila vzporedno z italijansko socialno politiko in ideologijo, med temi izstopa Nacionalsocialistična nemška delavska stranka pod vodstvom Adolfa Hitlerja. Od ostalih so se fašistične stranke povzpele na oblast v Španiji s Franciscom Francom (na oblasti od 1939. do 1975.), v Romuniji z Ionom Antonescujem (1940-1944), v Grčiji z Ioannisom Metaxasom (1936-1941), na Norveškem z Vidkunom Quislingom (1933-1945), na Portugalskem z Antoniom Salazarjem (1932-1974).

## Neofašizem
Neofašizem je skupni izraz za socialna in politična gibanja, ki so nastala po drugi svetovni vojni za obujanje in uresničenje fašistične ideologije v Italiji. Podobna gibanja so v raznih obdobjih nastajala tudi v drugih državah: nekatera so več ali manj posnemala italijansko teorijo, druga so se zgledovala po nemškem neonacizmu.
V povojni Italiji ni bila uvedena uradna defašizacija in ni bilo uradnih obsodb fašističnih zločinov. Že leta 1946 je vlada De Gasperi I. na predlog ministra Togliattija odobrila amnestijo za politične zločine v zadnjem obdobju vojne. S tem dekretom je vlada načeloma zaključila povojno obračunavanje s fašizmom, saj je bil uveden izrecno kot “povojna sprava vseh Italijanov, ki naj privede do političnega in socialnega miru v državi”. Iz teh besed je razvidna primarna skrb oblasti, da ukinejo vzdušje civilne vojne med prebivalstvom, čeprav za ceno odpuščanja vojnih zločinov. Amnestija Togliatti je pravi mejnik med fašizmom in demokracijo v Italiji in je obrodila pozitivne sadove kljub začetnemu nasprotovanju prebivalstva. Ena od posledic je bila tudi toleriranje skrajno-desničarske politične stranke, ki je bila znana kot neofašistična, a so jo Italiiani sprejeli kot nekakšno nostalgijo po preteklosti, ki si jo demokratična družba lahko tudi dovoli. V resnici so to stranko, Italijansko socialno gibanje oz. Movimento Sociale Italiano (MSI) , pozneje Alleanza Nazionale (AN), njeni predstavniki označevali kot post-fašistično. 
Nekateri opazovalci so mnenja, da je prav dopuščanje te stranke privedlo do zelo poznega nastanka pravih neofašističnih skupin, ki so začele nastopati z oboroženimi terorističnimi akcijami. Te so se pojavile šele pri naslednji generaciji, in sicer v italijanskih “svinčenih letih” (1968 – 1982): samo v obdobju 1969-1975 se je zgodilo v Italiji 4584 atentatov, od katerih so neofašistične organizacije prevzele odgovornost za kar 83 %, to je za 113 smrtnih žrtev in 351 ranjencev.
V zadnjih desetletjih nekateri zgodovinarji razlikujejo med neofašizmom in post-fašizmom, kjer naj bi slednji pomenil politiko nekaterih strank ali držav, ki sprejemajo in uveljavljajo fašistično ideologijo in socialno zamisel, a ne priznavajo diktature, avtoritarizma in nasilja. Po mnenju teh avtorjev je neofašizem, to je obnavljanje klasičnega fašizma, prisoten le v režimih nekaterih zgodovinskih diktatur, recimo v Francovi Španiji. Sodobne državne ureditve pa naj bi velikokrat aktivno upoštevale nauke post-fašizma.